# Alexei von Russland

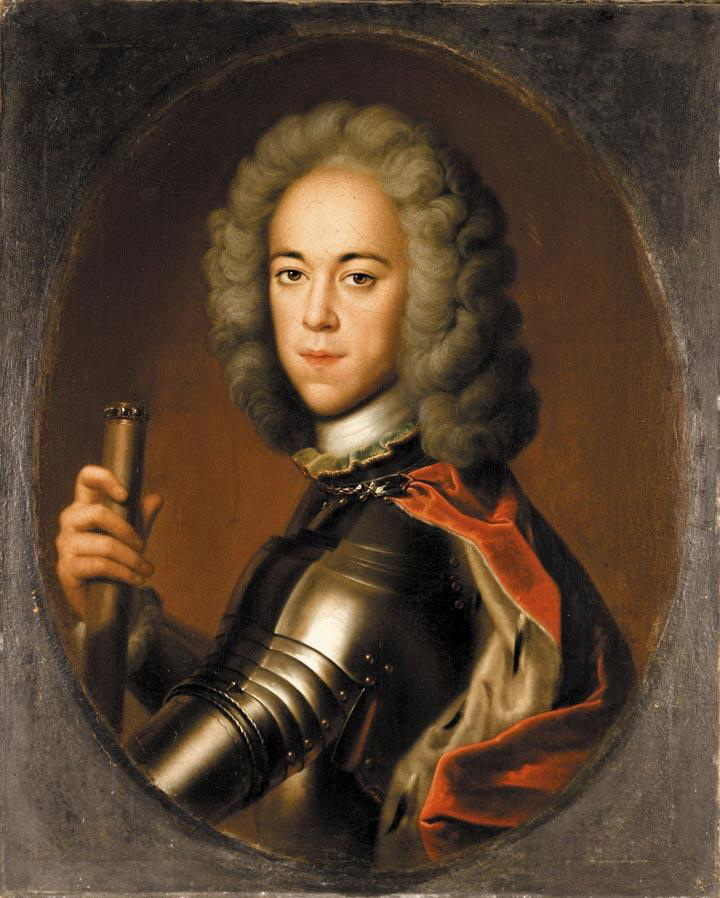
Alexei von Russland,
Porträt von Christoph Bernhard Francke

Alexei Petrowitsch (russisch Алексей Петрович; * 18. Februarjul. / 28. Februar 1690greg. in Moskau; † 26. Junijul. / 7. Juli 1718greg. in Sankt Petersburg) war der älteste Sohn von Peter I. und dessen erster Frau Jewdokija Lopuchina. Er blieb bis zum Tode der Zarewitsch (Kronprinz) von Russland. 

## Leben
Alexei und sein Vater Zar Peter I. hatten zeitlebens politische Differenzen. Während Peter Europa und der Aufklärung zugewandt war, stand sein Sohn unter dem Einfluss seiner Mutter, von Teilen der alten Bojarenkaste und von Vertretern der orthodoxen Kirche, die die Öffnung Russlands gegenüber Europa ablehnten. 
Um Alexei an die westeuropäische Kultur heranzuführen, aber auch um die Familie der Romanows stärker mit dem deutschen Hochadel zu verbinden, betrieb Zar Peter seit 1707 eine Verehelichung seines Sohnes mit einer entsprechenden Prinzessin. Bald wurde Charlotte Christine, die Tochter des Herzogs Ludwig Rudolf von Braunschweig-Wolfenbüttel, in die engere Auswahl gezogen. Nachdem sie von ihren Eltern der sächsischen Kurfürstin und polnischen Titularkönigin Christiane Eberhardine zur Erziehung übergeben worden war, besuchte sie 1710 mit ihrer Pflegemutter den böhmischen Kurort Schlackenwerth, wo sie und der angereiste Alexei sich kennenlernen konnten. Ein zweites Treffen erfolgte in Torgau. Da die beiden aneinander Gefallen fanden, übernahm Kurfürst und König August II. im Auftrag der Brauteltern die Aufgabe, die Hochzeitsmodalitäten mit Zar Peter auszuhandeln. Am 25. Oktober 1711 fand die Eheschließung des jungen Paares in der Residenz von Christiane Eberhardine, dem Schloss Hartenfels in Torgau, statt. Neben der Familie der Braut nahm daran auch Zar Peter mit einem großen Gefolge teil.
Während die junge Ehefrau sich mit ihrem Schwiegervater sehr gut verstand, fing ihr jähzorniger und dem Alkohol verfallener Gemahl Alexei bald an, sie zu schlagen; die Ehe verlief also sehr unglücklich. Nach der Geburt ihres zweiten Kindes 1715 starb die erst 21 Jahre alte Prinzessin.
Als Gegner von Peters Reformen von der Thronfolge ausgeschlossen, floh Alexei 1717 zuerst nach Wien, dann nach Neapel. Von Gesandten seines Vaters (u. a. Peter Tolstoi) getäuscht und eingeschüchtert, nach Russland zurückzukehren, wurde er dort der Verschwörung gegen seinen Vater angeklagt. Da er nicht freiwillig auf die Thronfolge verzichten wollte, wurde Alexei im Gefängnis gefoltert. Wahrscheinlich infolge von Knutenhieben starb er in der Peter-und-Paul-Festung. Vier Diener und Fürst Awraam Fjodorowitsch Lopuchin wurden hingerichtet ebenso wie Alexander Kikin, der bei der Flucht geholfen hatte.
August Graf von Platen hat sein Schicksal – nicht völlig geschichtsgetreu – in die Ballade Alexius (1832) gefasst, August Strindberg  in einer Novelle dargestellt.

## Nachkommen
- Natalja (* 12. Juli 1714; † 22. November 1728), Großfürstin von Russland
- Peter II. (* 23. Oktober 1715; † 29. Januar 1730), Zar von Russland